# 남원 유곡리와 두락리 고분군
남원 유곡리와 두락리 고분군(南原 酉谷里와 斗洛里 古墳群)은 대한민국 전북특별자치도 남원시 인월면에 있는 고분군이다. 1973년 6월 23일 전북특별자치도의 기념물 제10호 남원유곡리및두락리고분군으로 지정되었다가, 2018년 3월 28일 대한민국의 사적 제542호 '남원 유곡리와 두락리 고분군'로 승격되었다.

## 개요
남원시 동면 유곡리 성내부락 주변 작은 언덕과 이 언덕 북쪽 두락리에 있는 삼국시대 무덤들이다.
유곡리 무덤은 직경 5∼6m, 높이 4m 내외의 봉분을 가진 무덤으로 20여기가 있었으나, 개간과 도굴로 원형이 파괴되었다. 두락리 무덤은 돌덧널무덤(석곽묘)와 돌무덤(옹관묘)이 흩어져 있다. 돌덧널무덤에서 굽다리접시(고배), 항아리(호), 긴목항아리(장경호)와 쇠낫, 철봉, 말 재갈들이 발견되어 5∼6세기경 만들어진 것으로 추정된다.
독무덤은 밑부분이 둥근 연질의 대형 항아리 2개를 연결하여 만들었으며 문살무늬가 찍힌 적색의 주발형토기가 한 점 발견되었다. 독무덤은 늦어도 3∼4세기경에 만들어진 것으로 추정된다.
이 무덤들은 삼국시대 남원지방의 문화와 사회상을 알려주는 좋은 자료로 평가된다.

## 사적 승격 사유
남원 유곡리와 두락리 고분군은 가야와 백제의 고분 축조 방식이 모두 나타나며 현지세력, 가야 및 백제의 특징을 보여주는 유물이 함께 출토되어 5~6세기 전라북도 동부 지역의 고대사 및 고대문화 연구에 중요한 유적으로 역사적·학술적 가치가 높다.

## 주변 건축 허용기준
2020년 2월 21일 「문화재보호법」제13조 및 「토지이용규제기본법」제8조에 따라 전라북도 남원시 소재 국가지정문화재의 역사문화환경 보존지역 내 건축행위 등에 관한 허용기준을 다음과 같이 고시되었다.
- 대상 문화재 : 사적 제542호 「남원 유곡리와 두락리 고분군」
- 관련근거
  - 문화재보호법 제13조, 제35조제1항제2호
  - 문화재보호법 시행령 제21조의2제2항제1호
  - 문화재보호법 시행규칙 제2조의2
- 기준의 적용
  - 본 허용기준은 「문화재보호법」제13조제4항 및 제6항과 같은 법 시행령 제21조의2제2항제1호의 행위를 대상으로 한정하며, 그 이외의 사항에 대해서는 현행과 같은 국가지정문화재 현상변경 등 행위 처리절차에 따라 처리함
  - 본 허용기준 범위 내 행위는 「문화재보호법」 제13조 제6항에 따라 역사문화환경 보존지역에서 지정문화재의 보존에 영향을 미칠 우려가 없는 행위이므로 문화재 영향검토를 생략하고, 지방자치단체에서 자체 처리함
- 건축행위 등에 관한 허용기준 : 관보[2] 참조
- 문화재별 현상변경 허용기준 도면 열람
  - 문화재청 홈페이지(www.cha.go.kr) : 행정정보 > 법령정보 > 고시
  - 문화재공간정보(GIS)서비스(http://gis-heritage.go.kr) : 알림마당 > 현상변경 허용기준

## 참고 자료
- 남원 유곡리와 두락리 고분군 - 국가유산청 국가유산포털